# 1961 na Coreia do Sul
Esta é uma cronologia dos principais fatos ocorridos no ano de 1961 na Coreia do Sul.

## Incumbentes
- Presidente – Yun Bo-seon (1960–1962)
- Primeiro-ministro
  - Chang Myon (1960–18 de maio de 1961)
  - Jang Do-young (Chefe do Gabinete de Ministros) (21 de maio de 1961–3 de julho de 1961)
  - Song Yo-chan (Chefe do Gabinete de Ministros) (3 de julho de 1961–1962)

## Eventos
- 16 de maio – Golpe militar é executado por Park Chung-hee e seus aliados, reduzindo a autoridade do governo democraticamente eleito de Yun Bo-seon e encerra a Segunda República. Park assume o controle de facto sobre o país.

## Nascimentos
- 3 de março – Na Young-hee, atriz